# My Own Way (album)
My Own Way – drugi, studyjny album brytyjskiego wokalisty Jaya Seana. Po raz pierwszy wydany został w Wielkiej Brytanii 12 maja 2008. W Polsce album ukazał się w sierpniu tego samego roku.

## Lista utworów
1. "Ride It" — 3:10
2. "Maybe" — 3:22
3. "I Wont Tell" (Remix Feat. Sway) — 3:38
4. "Stay" — 3:40
5. "Stuck In The Middle" — 3:38
6. "Good Enough" — 4:03
7. "Cry" — 4:35
8. "All Or Nothing" — 4:08
9. "Runaway" — 3:49
10. "Waiting" — 4:06
11. "Used To Love Her" — 3:48
12. "Just A Friend" — 3:40
13. "Murder" — 3:58
14. "Easy As 1, 2, 3" — 3:21

### Bonus ITunes
1. "War" 3:22

### Bonus Stany Zjednoczone
1. "Tonight" (FP Radio Edit) — 3:25
2. "Tonight (Remix)"  feat. Lil' Wayne  5:11

## My Own Way: The Deluxe Edition
Reedycja albumu My Own Way została wydana w Wielkiej Brytanii 16 lutego 2009 roku. Oto lista piosenek:
1. "Ride It" — 3:10
2. "Tonight" — 3:42
3. "Maybe" — 3:22
4. "I Wont Tell" (Remix Feat. Sway) — 3:38
5. "Stay" — 3:40
6. "Stuck In The Middle" — 3:38
7. "All Or Nothing" — 4:08
8. "Never Been In Love" — 3:28
9. "Cry" — 4:35
10. "Good Enough" — 4:03
11. "Used To Love Her" — 3:48
12. "Waiting" — 4:06
13. "Runaway" — 3:49
14. "Just A Friend" — 3:40
15. "Murder" — 3:58
16. "Easy As 1, 2, 3" — 3:21
17. "I'm Gone" — 3:16
18. "Ride It" (Ishi Hip Hop Remix) — 3:23
19. "Maybe" (Panjabi Hit Squad Remix) — 3:14
20. "Stay" (Boy Better Know Remix) — 3:37
21. "Tonight" (FP Radio Edit) — 3:25